# Hani (namn)
Hani är ett arabiskt manligt namn som på arabiska betyder det "lycklig". Den feminina formen av namnet är Haniyya. På arabiska uttalas det Häni.

## Personer med namnet
- Hani Hanjour (1972–2001), en av kaparna och pilot på planet som flög in i Pentagon 2001